# Lucky Star (chanson de Superfunk)
Pour les articles homonymes, voir Lucky Star.
Singles de Superfunk
Come Back
(1999) Last Dance (And I Come Over)
(2000)
Pistes de Hold Up
Under The Shower With Paul Johnson (Interlude)
(3) The Young MC
(5)
Lucky Star est un morceau du groupe de musique électronique français Superfunk en collaboration avec le producteur américain Ron Carroll. Sorti en single le 31 décembre 1999, il a ensuite été inclus dans l'album Hold Up dont il est la quatrième piste. Lucky Star est en fait le tout dernier tube des années 1990.
Le tube Lucky Star est une reprise du tube Josephine du chanteur anglais Chris Rea.

## Clip vidéo
Le clip de Lucky Star se déroule à Chicago dans l'Illinois (ville d'origine de Ron Carroll et ville qui a vu naître la « House music »). On le voit marcher dans South Side dans la première moitié du clip, ensuite dans le quartier du Loop (Downtown) dans la seconde, puis à la fin il rejoint les Superfunk, assis sur un banc dans le quartier de Streeterville au bord du lac Michigan. Durant tout son trajet, il aide involontairement les quelques personnes qu'il croise (en faisant tomber accidentellement le portefeuille d'un couple de touristes devant un mendiant, ou en interpellant amicalement une connaissance manquant de se faire renverser par une voiture), en référence au titre de la chanson se traduisant par « Bonne étoile ».

## Liste des pistes
| 1. | Lucky Star (Album Mix)              | 4:57 |
| 2. | Lucky Star (Mazi Remix)             | 7:06 |
| 3. | Lucky Star (Jess & Crabbe 2K Remix) | 7:34 |

## Classements et certifications
| Classement (2000)                       | Meilleure position |
| --------------------------------------- | ------------------ |
| Allemagne (GfK Entertainment)           | 69                 |
| Belgique (Flandre Ultratop 50 Singles)  | 5                  |
| Belgique (Wallonie Ultratop 50 Singles) | 1                  |
| Belgique (Wallonie Ultratop 50 Dance)   | 6                  |
| France (SNEP)                           | 3                  |
| Italie (FIMI)                           | 23                 |
| Pays-Bas (Nederlandse Top 40)           | 26                 |
| Pays-Bas (Single Top 100)               | 24                 |
| Royaume-Uni (UK Singles Chart)          | 42                 |
| Suède (Sverigetopplistan)               | 34                 |
| Suisse (Schweizer Hitparade)            | 20                 |

| Classement (2000)            | Position |
| ---------------------------- | -------- |
| Belgique (Flandre Ultratop)  | 34       |
| Belgique (Wallonie Ultratop) | 23       |
| France (SNEP)                | 18       |
| Suisse (Schweizer Hitparade) | 94       |

### Certifications
| Pays                                                                                                   | Certification | Ventes   |
| --- | ------------- | -------- |
| Belgique (BEA)                                                                                         | Or            | 20 000*  |
| France (SNEP)                                                                                          | Or            | 250 000* |
| *Ventes selon la certification ^Mise en rayon selon la certification xNon précisé par la certification |               |          |

## Remix
À l'occasion de la sortie d'une série de remixes (DJ Center / Paradise), le DJ français David Vendetta a remixé ce morceau.

## Cinéma
La chanson est présente dans le film français Play (2019).